# Saint John's (Antigua en Barbuda)
Saint John's is de hoofdstad van de Caribische eilandengroep en land Antigua en Barbuda. De stad ligt aan de noordwestkust van het hoofdeiland Antigua.
Met 22.219 inwoners (2011) is St John's het commerciële centrum en de belangrijkste haven van Antigua en het hele land. De stad voert suiker, rum en katoen uit.

## Geschiedenis
In 1632 arriveerden de eerste Britse kolonisten op Antigua en stichtten de plaats Falmouth. In 1668 werd Saint John's als tweede plaats gebouwd, maar in 1670 werd de plaats door de Fransen beschadigd, en vervolgens getroffen door een aardbeving. In 1689 was het ongeveer even groot als Falmouth. In 1842 kreeg het stadsrechten, en werd het administratieve centrum van Antigua en Barbuda. Toen Antigua en Barbuda in 1981 onafhankelijk werden, werd Saint John's de regeringszetel.

## Bezienswaardigheden

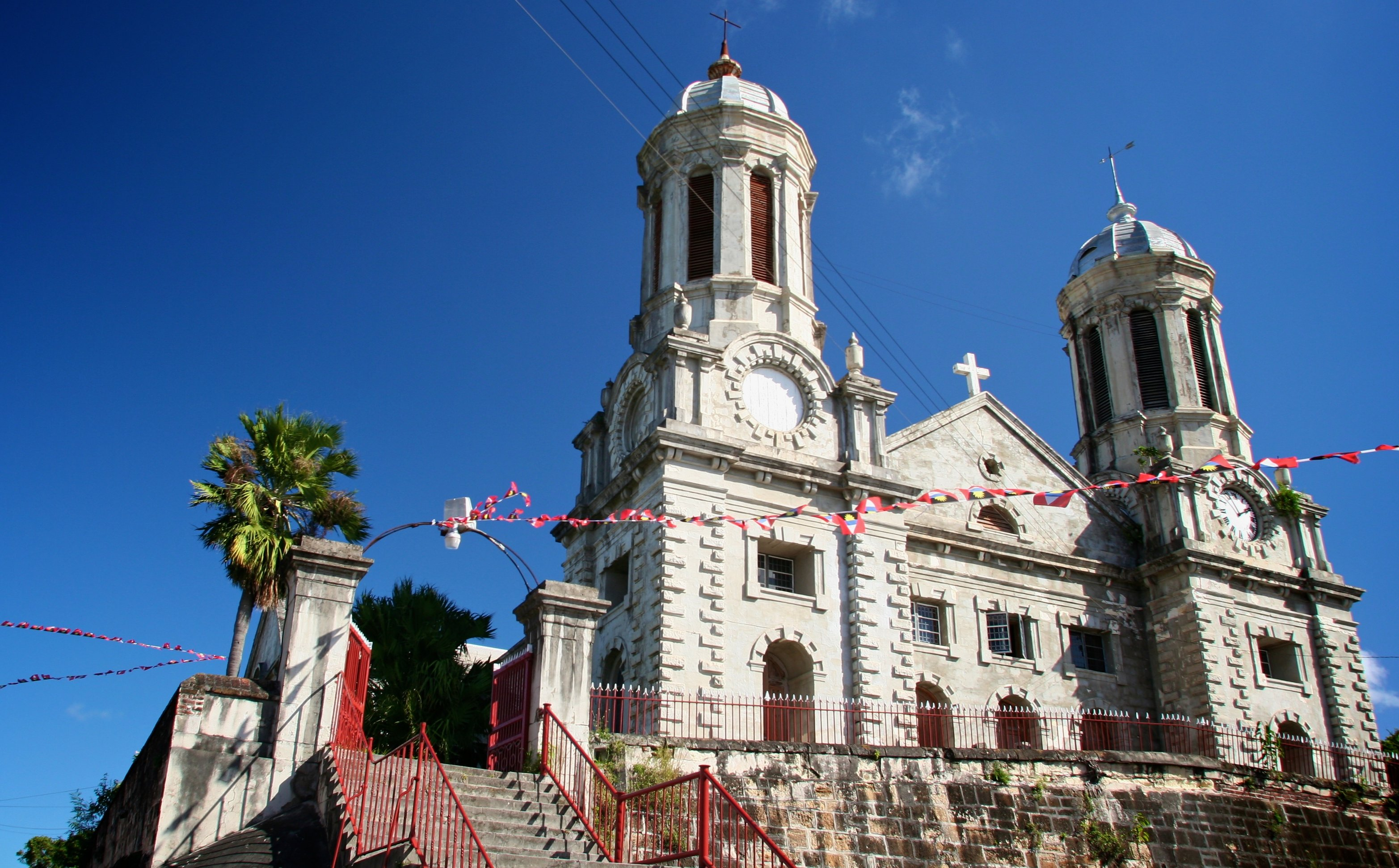
De kathedraal van Saint John's

De eerste Anglicaanse kerk op Antigua was de St. Paul's Church in Falmouth. In 1681 werd het eiland verdeeld in vijf parochies, en werd in Saint John's een houten kerk gebouwd. In 1721 begon de constructie van een stenen kerk die in 1723 werd ingewijd. In 1843 werd de kerk verwoest door een aardbeving, en werd St. John the Divine gebouwd als kathedraal, en op 25 juli 1848 ingewijd. De kathedraal is een gebouw binnen een gebouw als bescherming tegen aardbevingen en orkanen, en heeft twee toren van 21 meter met een koepel als kroon. Boven op de pilaren bij de zuidelijke ingang staan bronzen standbeelden van Johannes de Doper en Johannes de Evangelist die in 1756, tijdens de Zevenjarige Oorlog, waren meegenomen van een Frans schip.
In 1750 werd het Old Court House gebouwd, en is een van de oudste gebouwen in Saint John's. De benedenverdieping diende als Paleis van Justitie, en de bovenverdieping werd gebruikt als vergaderzaal voor de eilandsraad. Het gebouw bevat het Museum of Antigua & Barbuda, een historisch museum dat een overzicht van de geschiedenis en cultuur van de eilanden.

### Fort James

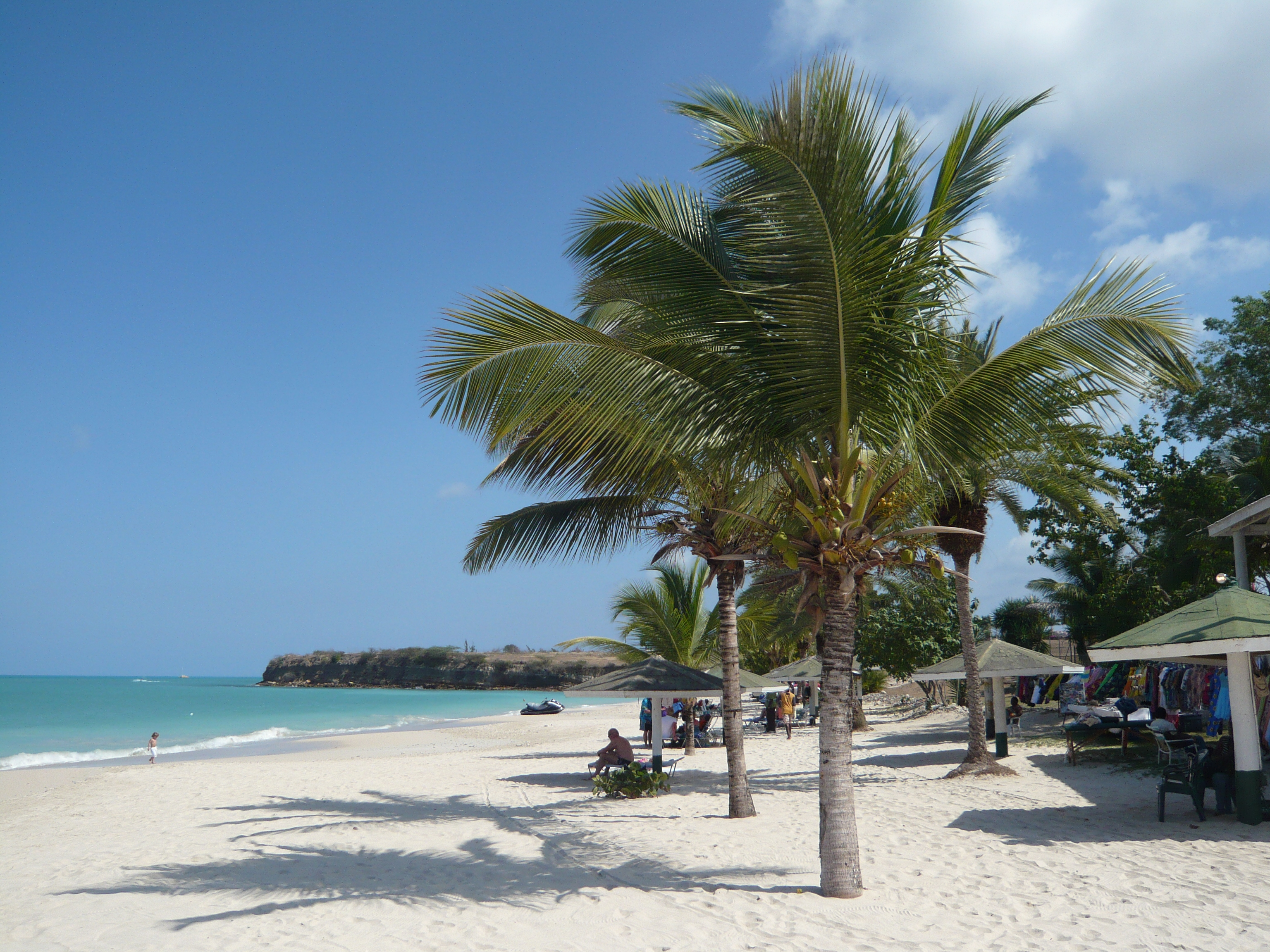
Fort James Beach

In 1706 werd Fort James gebouwd aan de noordkant van de haven. Het fort was in 1739 gereed en diende voor de verdediging van de haven en de stad. Het is vernoemd naar koning Jacobus II. Er waren 36 kanonnen op het fort geplaatst en er was een bezetting van 75 man. Het fort is verworden tot ruïne, en er zijn een paar kanonnen overgebleven.
Het strand rond het fort wordt veel bezocht en bevindt zich in de buurt van het centrum van de stad. Het wordt voornamelijk bezocht door de lokale bevolking en wordt gebruikt voor volleyball en strandcricket.

## Vliegveld
Het vliegveld van Saint John's ligt acht kilometer ten noordoosten van de stad en heet V. C. Bird International Airport.

## Stedenband
- Limbe (Kameroen)

## Geboren
- Jamaica Kincaid (1949), Amerikaanse schrijfster
- Roland Prince (1946-2016), Jazzgitarist
- Sonia Williams (1979), atlete

## Galerij

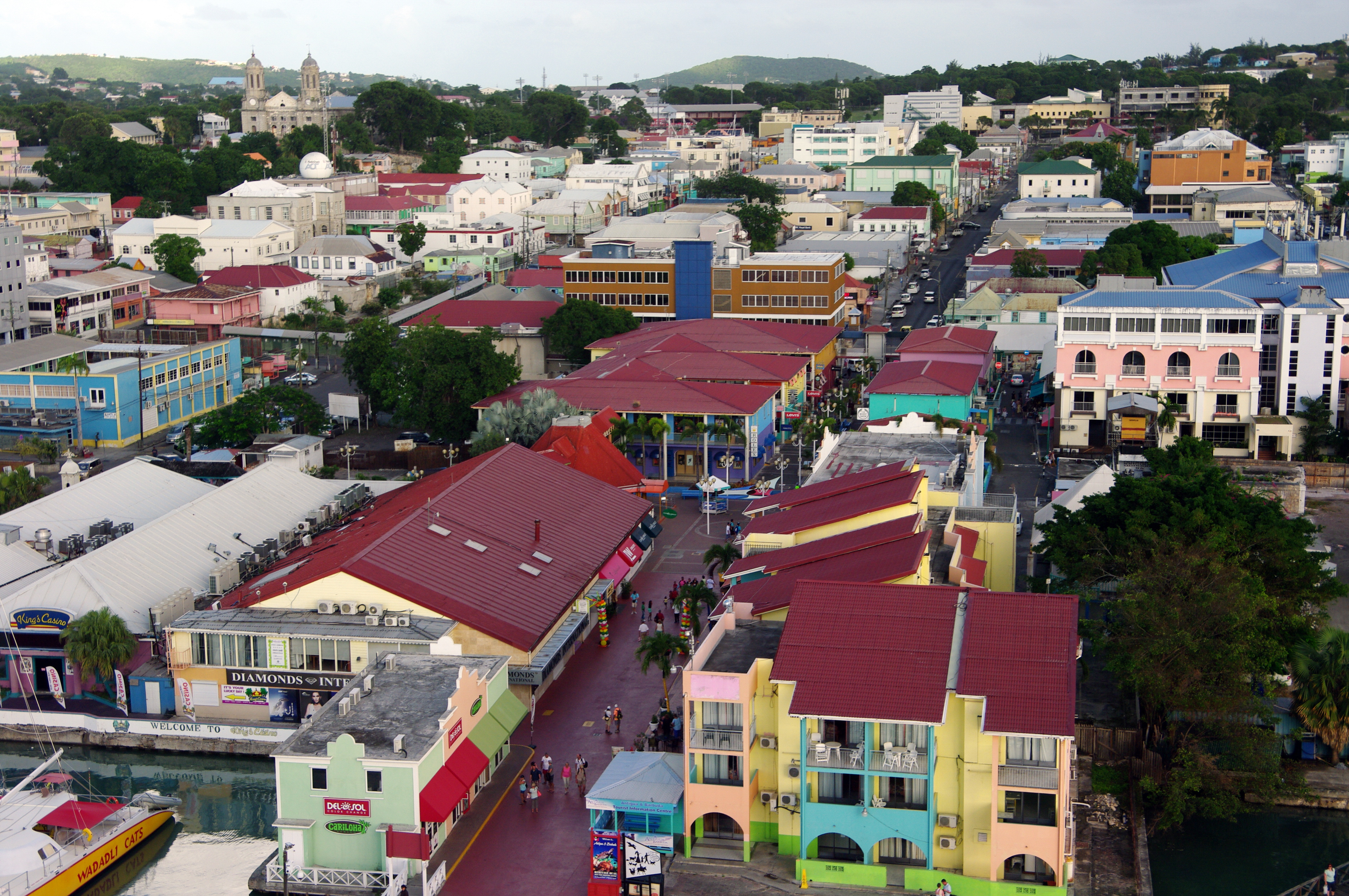
Saint John's gezien vanaf een cruiseschip
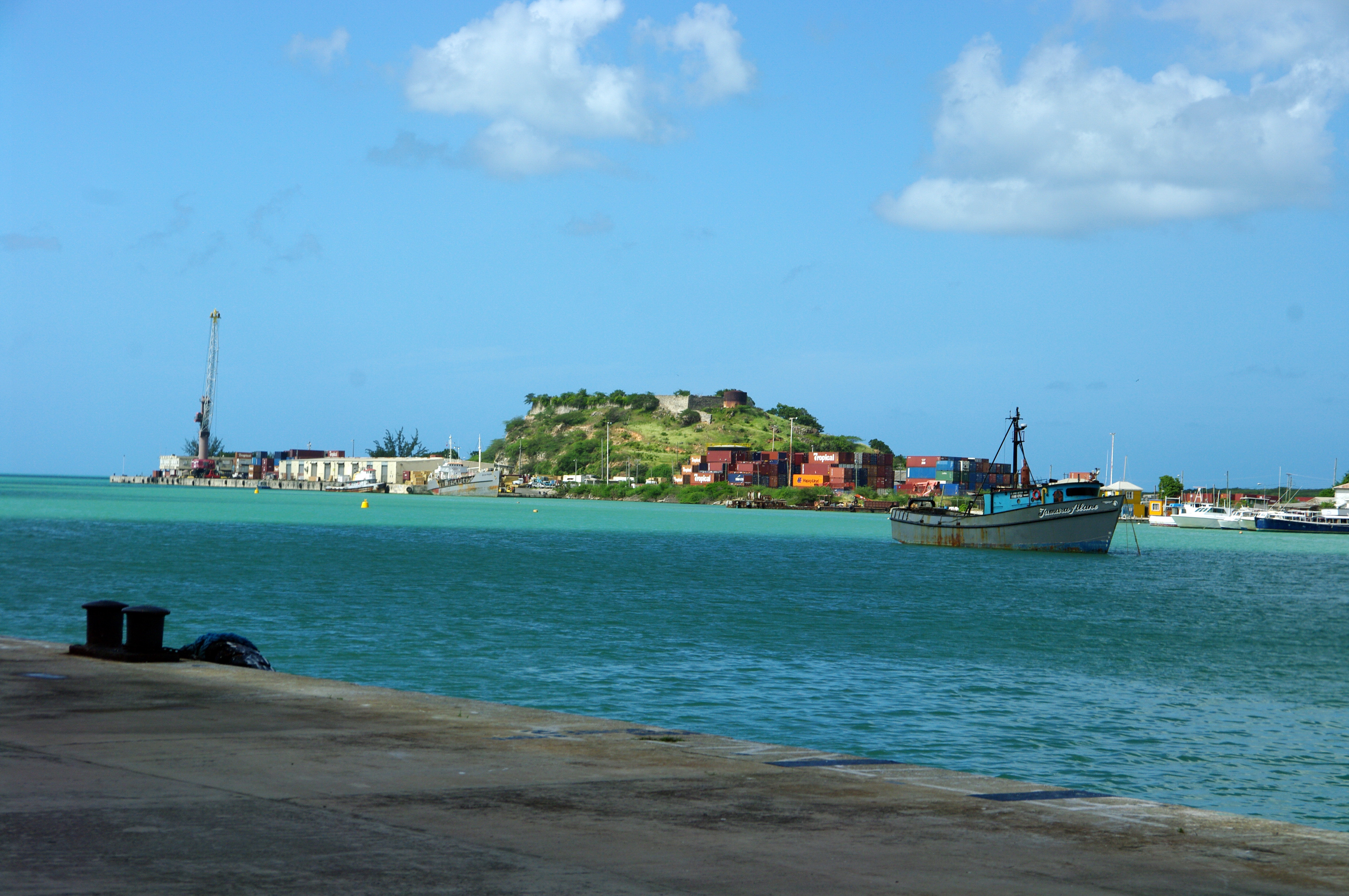
Fort James
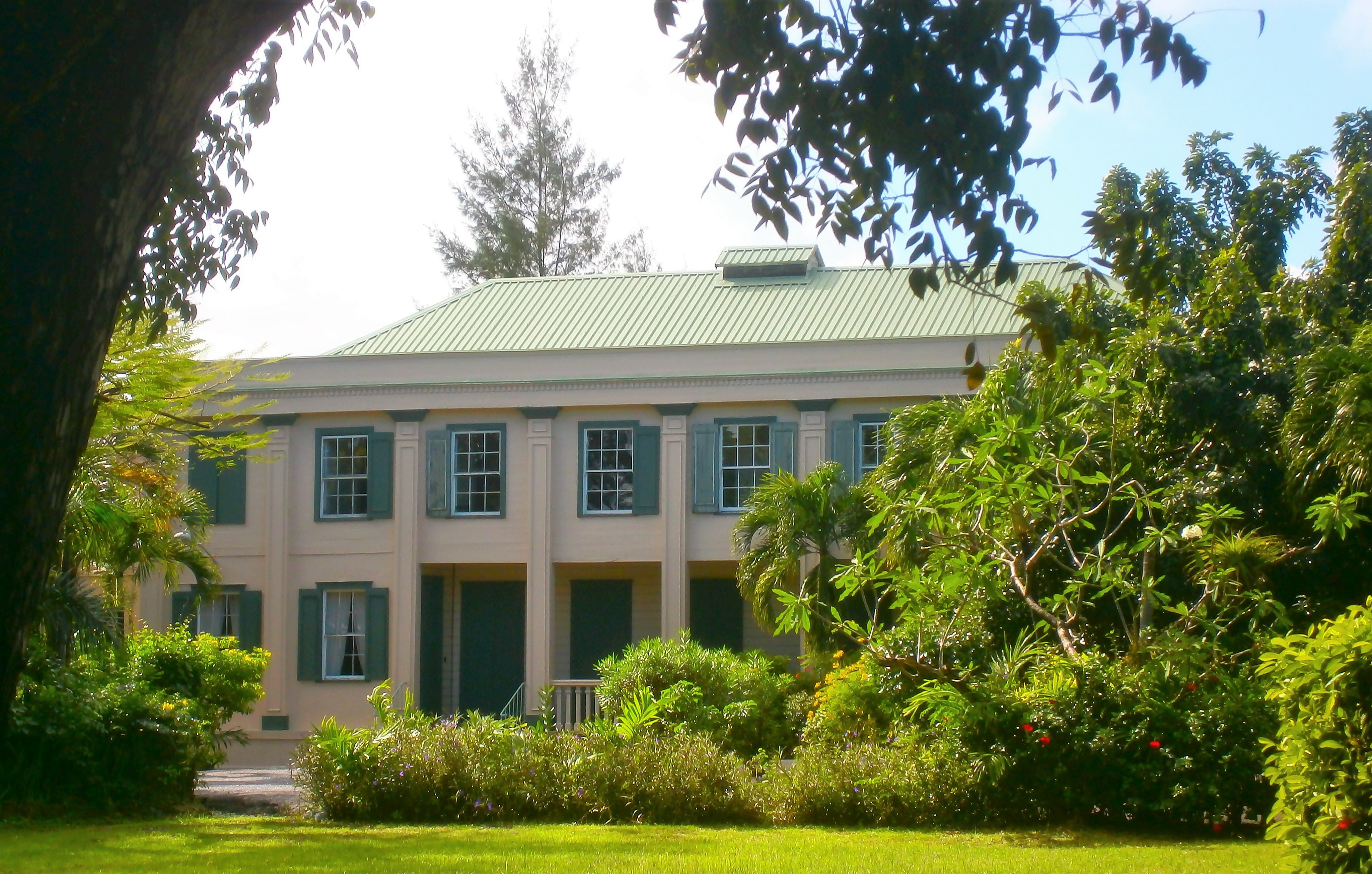
Regeringsgebouw
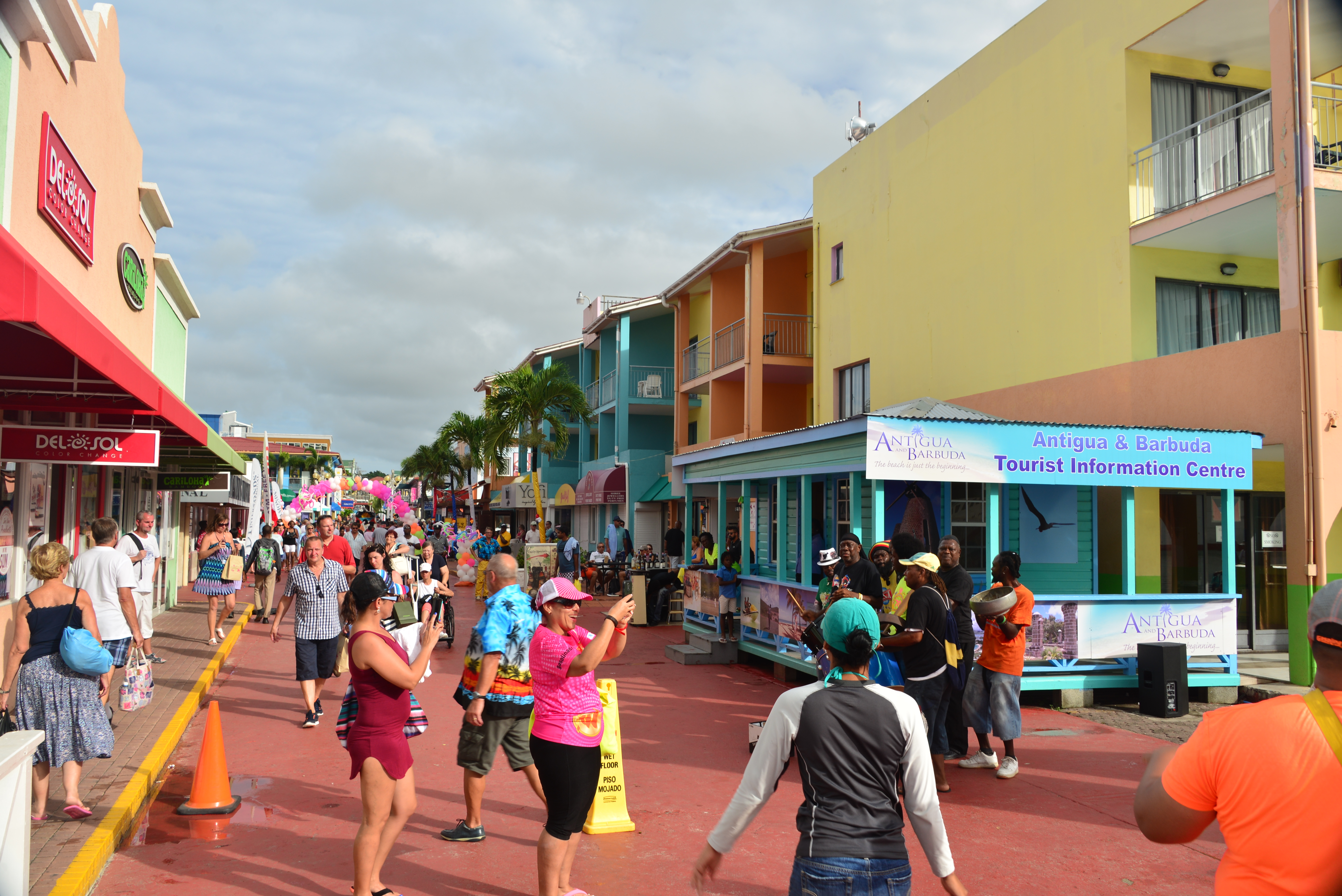
Toeristen in de straat